# Sichtkontrolle
Sichtkontrolle (auch: Sichtprüfung) ist die optische Kontrolle eines Produktes oder eines Produktteils auf Fehler als regulärer Fertigungsschritt vor, während und nach der Fertigung zur Qualitätssicherung. Ebenso führt man Sichtprüfungen an in Betrieb befindlichen Teilen durch.

## Grundlagen
Die Sichtprüfung als zerstörungsfreies Prüfverfahren wurde genormt in der DIN EN 13018 (Allgemeine Grundlagen der Sichtprüfung). In dieser Norm wird auch unterschieden zwischen:
- Direkte Sichtprüfung ohne Hilfsmittel (also Betrachtung der Prüffläche mit dem bloßen Auge)
- Direkte Sichtprüfung mit Hilfsmittel (optische Hilfsmittel wie z. B. Lupen, Endoskope, Spiegel)
- Indirekte Sichtprüfung (mit Kamera, Videoskop usw.)

Die Unterscheidung zwischen der direkten- und der indirekten Sichtprüfung wird in der Norm wie folgt definiert;
- Direkte Sichtprüfung = Sichtprüfung ohne Unterbrechung des Strahlenganges zwischen Prüffläche und Auge des Betrachters.
- Indirekte Sichtprüfung = Sichtprüfung mit Unterbrechung des Strahlenganges zwischen Prüffläche und Auge des Betrachters, d. h. Umwandlung des Lichtstrahls in eine andere Energieform, also in eine elektrische Information (Kamera)

Die übliche und in der ISO 9712 genormte Abkürzung für die Sichtprüfung ist VT (engl. visual testing).
Eine Sonderform der Sichtprüfung stellt die automatische optische Inspektion (AOI) dar,
bei dem computergestützt jedes Bauteil photographisch erfasst und mit der computereigenen Bauteilebibliothek verglichen wird. Dadurch kann eine Baugruppe sehr schnell auf
Vorhandensein oder Fehlen, bzw. richtige oder falsche Polarität der Bauteile überprüft
werden. Ebenso ist dieses Verfahren auch auf jede einzelne Lötstelle der betreffenden
Baugruppe anwendbar.
Weitere Sonderformen sind; Triangulation, Zeilenkameramesstechnik, Photogrammetrie, Phasenlaufzeitmessung, Interferometrie. (Diese Sonderformen der Sichtprüfung werden zu einem späteren Zeitpunkt erläutert).

## Typische Mängel, die entdeckt werden sollen
Mechanische Beschädigung (Kratzer, Risse), Schmutzablagerungen, Montagefehler, Gratbildung, Endkraterrisse und Einbrandkerben.
Daneben können auch Farbänderungen (Anlauffarben bei z. B. austenitischen Stählen), Oberflächenrauheiten und Ansatzbindefehler gut durch Sichtkontrolle erkannt werden.

## Anwendungsgebiete
- Fertigung elektronischer Leiterplatten
- elektronische und mechanische (Oberflächengüte) Baugruppenfertigung
- in der Lebensmittelproduktion: Reinigung von Mehrwegflaschen und Eierinspektion, außerdem zur
- zerstörungsfreien Prüfung aller Art
- Kombination mit weiteren Prüfverfahren zur Verdeutlichung der Oberflächenungänzen (z. B. Automobilindustrie, Energieindustrie, Luftfahrt...)

## Hilfsmittel
- optische Vergrößerung (Lupe, Mikroskop, Endoskop)
- Kameras
- spezielle Beleuchtung (verschiedene Lichtfarben, gerichtetes Licht oder diffuses Licht, ...)
- automatische optische Inspektion

## Nachteile
Da die Sichtkontrolle hauptsächlich als Tätigkeit durch Menschen ausgeführt wird, unterliegt sie gerade deshalb gegenüber automatisierten Prüfungen einem schlechten Wirkungsgrad. Gründe dafür sind z. B. Konzentrationsschwankungen, Leistungsdruck, Ermüdung, Umwelteinflüsse etc.
Dadurch ergibt sich ein „Durchschlupf“ (nicht entdeckte Fehler), der je nach Komplexität des Prüflings und den entsprechenden Arbeitsbedingungen zwischen 5 % und 30 % liegen kann. Selbst mehrere gleichartige Sichtkontrollen hintereinander verbessern die Effektivität nur mäßig.

## Qualifikation
Wenn Sichtprüfungen im Sinne der DIN EN 1090 durchgeführt werden, ist die Norm nicht eindeutig formuliert. Es kann der Anschein geweckt werden, dass auch Personen ohne zusätzliche Qualifikationen Sichtprüfungen durchführen dürfen. Wenn man jedoch in die Durchführungsnorm, die ISO 17636, heranzieht, wird qualifiziertes Personal nach ISO 9712 gefordert. Daher wird allgemein empfohlen, Sichtprüfungen nur durch geschultes Personal durchführen zu lassen.